# Gomphidius britannicus
Gomphidius britannicus är en svampart som beskrevs av A.Z.M. Khan & Hora. Gomphidius britannicus ingår i släktet Gomphidius och familjen Gomphidiaceae.   Inga underarter finns listade i Catalogue of Life.